# Renata Nestorowicz
Renata Nestorowicz (ur. 1974) – polska ekonomistka, dr hab. nauk ekonomicznych, profesor uczelni Instytutu Marketingu  Uniwersytetu Ekonomicznego w Poznaniu.

## Życiorys
W 1999 ukończyła studia w zakresie zarządzania i marketingu w Akademii Ekonomicznej w Poznaniu, 4 marca 2005 obroniła pracę doktorską Instrumenty konkurowania na rynku usług szkoleniowych, 13 października 2017 habilitowała się na podstawie pracy zatytułowanej Asymetria wiedzy a aktywność informacyjna konsumentów na rynku produktów żywnościowych. Otrzymała nominację profesorską.
Objęła funkcję adiunkta w Gnieźnieńskiej Wyższej Szkole Humanistycznej i Menedżerskiej "Milenium" oraz w Katedrze Strategii Marketingowych na Wydziale Zarządzania Uniwersytetu Ekonomicznego w Poznaniu.
Piastuje stanowisko profesora uczelni w Instytucie Marketingu na Uniwersytecie Ekonomicznym w Poznaniu.